# Feldbahn der Roça Rio do Ouro
| Roça Rio do Ouro Heute Roça Agostinho Neto                                         | Roça Rio do Ouro Heute Roça Agostinho Neto |
| ---------------------------------------------------------------------------------- | ------------------------------------------ |
| Bagnall-Schmalspurbahn-Lok Rio do Ouro mit Personenwagen Erhaltene Feldbahn-Weiche |                                            |
| Ehemaliger Streckenverlauf von 1958 auf einer Karte von 2022                       |                                            |
| Streckenlänge:                                                                     | 204 km                                     |
| Spurweite:                                                                         | 650 und 850 mm                             |
|                                                                                    |                                            |

Die Feldbahn der Roça Rio do Ouro führte in São Tomé e Príncipe zu der auf 185 m Höhe über dem Meeresspiegel gelegenen Roça Rio do Ouro (heute Roça Agostinho Neto).

## Geschichte
Der landwirtschaftliche Betrieb (portugiesisch Roça) wurde 1865 von Gabriel de Bustamante gegründet und gehörte ab 1877 José Luís Constantino Dias, dem ersten Visconde, Conde und Marquês von Vale Flor, der auch die Roças Diogo Vaz, Bela Vista, Valle Flor, Boa Esperança und Nova Estrela besaß. In ihm wurden Kakao, Palmöl und Kopra produziert.
Die Feldbahn der Roça Rio do Ouro (heute Roça Agostinho Neto) hatte das längste Streckennetz auf der Insel São Tomé (Insel). 1910 war es bereits 68 km lang und 1924 sogar 204 km. Es gab zwei verschiedene Strecken mit unterschiedlichen Spurweiten: Die Feldbahn in und bei der Plantage mit der ungewöhnlichen Spurweite von 650 mm und die 8 km lange Schmalspurbahn vom Verwaltungsgebäude (Sede) zum Pier von Fernão Dias, die mit einer Spurweite von 850 mm (33½ Zoll) und Schienen mit einem Metergewicht von 14 kg/m errichtet worden war. Die Schmalspurbahn wurde von Anfang an mit Dampflokomotiven betrieben:
- Rio do Ouro 1’D (2-4-0T), Bagnall  Nr. 1565/1898
- Santa Clara 1’D (2-4-0T), Bagnall  Nr. 1774/1904

Die Schmalspurbahn soll bis 1967/68 in Betrieb gewesen sein. Heute gibt es noch viele Gleisreste beider Spurweiten.  Auf der oberen Ebene, wo sich die Verwaltungsgebäude und Arbeiterhäuser befinden, ist ein 650-mm-Gleis in das Kopfsteinpflaster eingelassen. Dieses Gleis führt hinunter zu einem Trockenschuppen, der sich auf einer Zwischenebene befindet und zu dem ebenfalls ein Gleis mit 850 mm Spurweite führt. Darunter befinden sich die Werkstätten der Roça, von denen aus das 850-mm-Gleis zur Anlegestelle führte. Zwischen der mittleren und unteren Ebene gibt es ein Dreischienengleis. In einem Schuppen hinter den Werkstätten, der möglicherweise einmal der Lokschuppen war, befinden sich der Rahmen und der Kessel einer Dampflokomotive (vermutlich von O&K). Als der Schuppen zu einem Wohnhaus umgebaut wurde, wurden um die Lok herum Mauern errichtet, aber sie kann weiterhin durch die Fenster besichtigt werden.

## KakaoplantageRio do Ouro

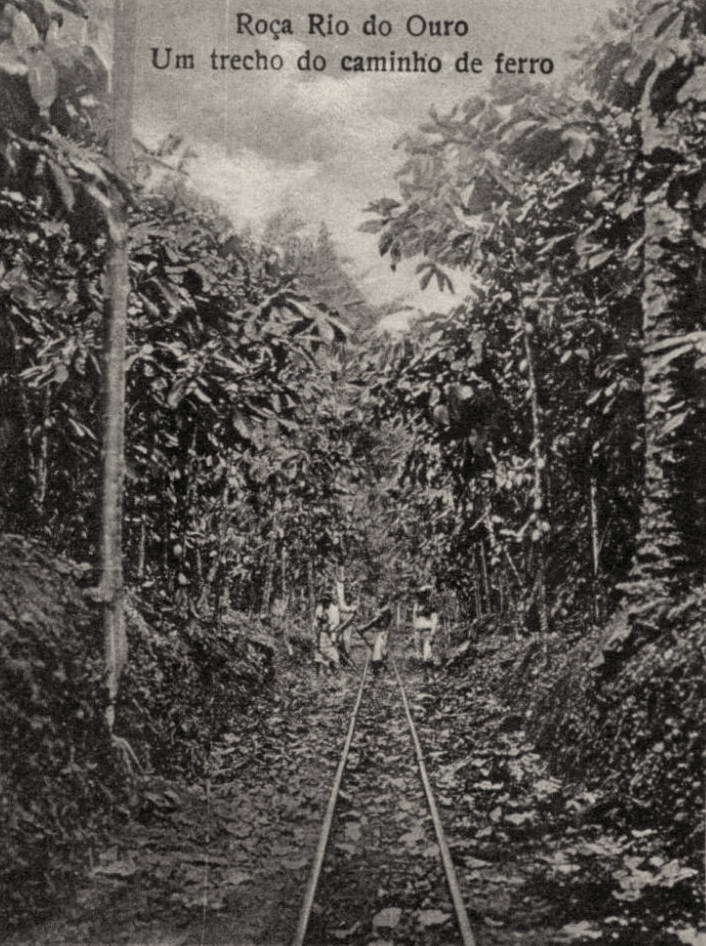
Feldbahngleise

In der Kakaoplantage Rio do Ouro wurden um 1912 die geernteten Kakaobohnen mit hölzernen Loren auf leichten Feldbahnschienen zum Fermentationsschuppen transportiert. Der Fermentationsschuppen befand sich auf der untersten Ebene der Plantage, so dass die Loren durch die Schwerkraft dorthin rollten. Jede Lore hatte je eine Bremse an jedem Ende, durch die die Geschwindigkeit bei der Bergabfahrt geregelt werden konnte.
Ein Maultier reichte aus, um die leeren Loren vom Fermentationsschuppen zu den Teilen der Plantage zu ziehen, in denen die geernteten Kakaobohnen abgeholt werden sollten. Diese wurden nach dem Schälen auf der Plantage in hölzernen Silos zwischengelagert, die in geeigneten Abständen entlang der Strecke standen. Von dort wurden sie durch eine Falltür über eine Rutsche in die Loren verladen.
Im Fermentationsschuppen wurden die Kakaobohnen von Hand aus der durch den Schuppen verlaufende Feldbahn in die hölzernen Fermentationsbehälter geschaufelt und mit Bananenblättern abgedeckt. Nach der Fermentation konnten sie für den Weitertransport zur Lager- und Verpackungshalle durch das Öffnen eines Schiebers in die außerhalb des Schuppens verlaufende Schmalspurbahn verladen werden.